# Hrvatsko društvo kornista
Hrvatsko društvo kornista je udruga hrvatskih glazbenika koji sviraju glazbalo rog.

## O Društvu
Idejni začetnik i jedan od utemeljitelja Hrvatskoga društva kornista ugledni je kornist i glazbeni pedagog, profesor Prerad Detiček. Društvo djeluje od 1996. godine, a članovi su mu hrvatski glazbenici kojima je sviranje roga profesija. Društvo promiče glazbu za rog izdavaštvom, koncertima i seminarima, a članovi Društva osobitu pažnju posvećuju promicanju skladba hrvatskih skladatelja.

## Vanjske poveznice
- Hrvatsko društvo kornista - službene stranice  Arhivirana inačica izvorne stranice od 13. ožujka 2016. (Wayback Machine)